# Hiroyuki Tajima
Pour les articles homonymes, voir Tajima.
Hiroyuki Tajima (田嶋 宏行, Tajima Hiroyuki) est un artiste graveur japonais né à Tokyo en 1911 et mort en 1984.

## Biographie
En 1932, Hiroyuki Tajima sort diplômé du département Beaux-Arts de l'Université Nihon de Tokyo. En 1962, il reçoit le prix du Nouveau Venu de l'Association d'Art Moderne, dont il est membre comme de l'Association Japonaise de Gravure. La même année il est représenté à l'Exposition d'Art Japonais Contemporain à Tokyo et en 1962, 1963 et 1964 à la Northwest International Print Exhibition.
Depuis 1961, il fait une exposition annuelle à Tokyo et en 1964 ses gravures sur bois figurent à la Biennale Internationale de l'Estampe à Tokyo.